# Лерум
Лерум — місто та адміністративний центр комуни Лерум, Вестра-Йоталанд, Швеція, з 16 855 жителями в 2010 році. Лерум є передмістям Гетебурга та має станцію Гетебурзької приміської залізниці. Через комуну тече річка Севеон (Säveån) тече через комуну, 5 км котрої оточено природним заповідником.

## Історія
Назва Lerum походить від слова lera, що означає «глина».
Лерум — це церковне село у парафії Лерум, нинішня церква була побудована в XVII столітті. Залізницю протягнули повз місцевості в 1855—1857 рр, станція Лерум існує з 1858 року. Будівля вокзалу датується 1892 роком.
16 листопада 1987 року на станції Лерум сталась велика залізнична катастрофа. Два пасажирські потяги зіткнулися на швидкості 100 км/год. 9 людей загинули, 130 — отримали поранення.
Причиною став кабель управління до перемикачів залізничних колій, який був неправильно відновлений після випадкового виривання. Коли рух, нарешті, дозволив проїхати станцію, поїзд, який прямував до Гетеборгу, був переведений на протилежну доріжку, куди прибував інший потяг, після помилки в спілкуванні між ремонтником і диспетчером.
Працівник, який не працював, але був в одному з локомотивів, почув як машиніст сказав Helvete nu smäller det (що грубо можна перекласти як «Чорт, тепер це катастрофа»). Він спромігся відкрити бокові двері та вистрибнути. Потяги зіткнулись, коли він був у повітрі, незважаючи на те, що він зробив це на швидкості 100 км/год, він вижив тільки з переламаною ногою.
Локомотиви, що зіткнулися були типу Rc4 1292 і 1300, та булі розтрощені на місці.

## Видатні особистості
- Луї Ерікссон — шведський хокеїст, нападник. Виступає за клуб Ванкувер Канакс.
- Віктор Стольберг — шведський хокеїст.
- Йон Клінгберг — шведський хокеїст.